# Wiston Fernández
Wiston Daniel Fernández Queirolo (n. Montevideo, Uruguay; 4 de enero de 1998) es un futbolista uruguayo. Juega como centrocampista y su equipo actual es Alianza Valledupar F. Cde la Primera División de Colombia

## Trayectoria
Se formó en la academia del club uruguayo Defensor Sporting. 
Hizo su debut profesional el 18 de septiembre de 2017 mientras estaba cedido en Boston River entrando en minuto 71 como suplente de Robert Flores en la victoria de su equipo 1-0 contra El Tanque Sisley. Marcó su primer gol el 6 de mayo de 2018 en la victoria por 2-1 en la liga contra Racing Club.
En agosto de 2021 se unió a Danubio en un acuerdo de préstamo a corto plazo hasta fin de año. En 2022 jugó en el Delfín Sporting Club de Ecuador, siendo uno de los jugadores más regulares. Para la temporada 2023 continua en Ecuador, esta vez fichando por Guayaquil City Fútbol Club, equipo de la Serie A de ese país.

## Selección nacional
Fue internacional juvenil uruguayo y ha representado a su nación en los niveles sub-17 y sub-20. También formó parte del equipo sub-17 que participó en el Campeonato Sudamericano Sub-17 de 2015.

## Clubes
Actualizado al último partido disputado el 2 de diciembre de 2023.
| Club                    | País          | Año           | Partidos | Goles |
| ----------------------- | ------------- | ------------- | -------- | ----- |
| Defensor Sporting       | Uruguay       | 2017          | 0        | 0     |
| Boston River (préstamo) | Uruguay       | 2017          | 4        | 0     |
| Boston River            | Uruguay       | 2018-2021     | 94       | 2     |
| Danubio (préstamo)      | Uruguay       | 2021          | 11       | 0     |
| Delfín S. C.            | Ecuador       | 2022          | 30       | 1     |
| Guayaquil City          | Ecuador       | 2023          | 30       | 0     |
| Fénix                   | Uruguay       | 2024-act.     | 0        | 0     |
| Total carrera           | Total carrera | Total carrera | 169      | 3     |